# Акутіхинська сільська рада
Акуті́хинська сільська рада (рос. Акутихинский сельский совет) — сільське поселення у складі Бистроістоцького району Алтайського краю Росії.
Адміністративний центр — село Акутіха.

## Історія
2010 року до складу Бистроістоцького району була передана Солдатовська сільська рада Петропавловського району. 2011 року ліквідована Солдатовська сільська рада (село Солдатово), територія увійшла до складу Акутіхинської сільради.

## Населення
Населення — 964 особи (2019; 1241 в 2010, 1606 у 2002).

## Склад
До складу сільської ради входять:
| Населений пункт | Населення, осіб (2002) | Населення, осіб (2010) |
| --------------- | ---------------------- | ---------------------- |
| Акутіха, село   | 1462                   | 1112                   |
| Солдатово, село | 144                    | 129                    |